# South Shields
South Shields är en kuststad vid mynningen av floden Tyne, i distriktet South Tyneside, i grevskapet Tyne and Wear, England, belägen omkring 8 km nedströms från Newcastle upon Tyne. Staden hade år 2011 en befolkning på cirka 75 300. I staden finns fotbollsklubben South Shields FC.

## Kända personer
Skådespelaren Eric Idle, regissören Ridley Scott och komikern Sarah Millican kommer från South Shields.